# Teatro antico di Fourvière
Il teatro antico di Fourvière è un teatro romano che si trova a Lione sulla collina di Fourvière, nel centro dell'antica città romana. Il teatro è inserito nella lista dei patrimoni dell'umanità in quanto parte del centro storico di Lione.
Il teatro fu costruito in due fasi: la prima intorno al 15 a.C., quando venne realizzato il diametro di 90 metri vicino alla collina, e poi intorno al 120 d.C. quando vennero aggiunti i posti per il pubblico.
Il diametro del teatro misura 108 metri e poteva accogliere fino a 10.000 persone.
Oggi il teatro è principalmente un sito turistico, ma è ancora utilizzato come luogo culturale ed ogni anno ospita il festival Nuits de Fourvière.